# Giovanna van den Eynde

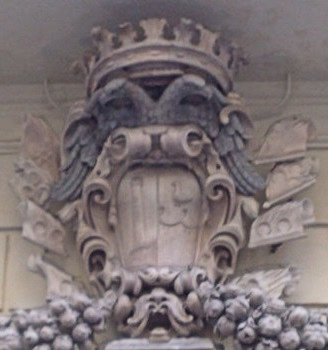
Armoiries de l'unification des maisons de Colonna (à gauche) et Van den Eynde (à droite) debout au-dessus de la porte principale du Palais Zevallos

La princesse Giovanna van den Eynde (également orthographiée Vandeneinden, Vandeneynden, Van den Eynden, et Van den Einden), née en 1672 à Naples, où elle meurt en 1716, est membre de la famille Van den Eynde, marquise de Castelnuovo de naissance, et la princesse consort de Galatro et Sonnino. Elle est la fille de Ferdinand van den Eynde, 1er marquis de Castelnuovo, fils du magnat Jan van den Eynde, et d'Olimpia Piccolomini, de la maison Piccolomini. Grâce à son mariage avec Giuliano Colonna, Giovanna devient membre de la maison de Colonna, et la première princesse de Sonnino. Par son mariage avec elle, le mari de Giovanna acquiert le titre de Marquis de Castelnuovo.

## Famille
Giovanna naît dans la famille Van den Eynde, une famille noble napolitaine puissante et influente d'origine flamande. Son père est Ferdinand van den Eynde, 1er marquis de Castelnuovo, le fils de Jan van den Eynde, un riche marchand anversois qui devient l'un des hommes les plus riches et les plus importants de Naples,. Le Marquis Ferdinand épouse Olimpia Piccolomini, de la Maison de Piccolomini, une nièce du Cardinal Celio Piccolomini, par qui il a trois filles, Catherine, l'aînée, Giovanna, la seconde-née, et Elisabeth,.
Son grand-père Jan acquiert le monumental Palais Zevallos dans le centre de Naples en 1653 et le rénove somptueusement les années suivantes,. Jan van den Eynde est également le propriétaire de la plus grande collection de peintures à Naples, qui est léguée à son fils à sa mort. En 1674, le marquis Ferdinand hérite également d'une importante collection de 70 ou 90 peintures de son ami de longue date et partenaire d'affaires Gaspar Roomer,. Cependant, le marquis Ferdinand meurt la même année, et sa collection, et ses actifs, sont partagés entre ses filles alors en bas âge, Giovanna et Elisabeth (sa fille aînée, Catherine, est plus tard jugée inapte,). Les avoirs de Van den Eynde sont gelés jusqu'à ce que chaque fille atteigne l'âge adulte et se marie. Luca Giordano, un autre ami de longue date de Van den Eynde, s'occupe lui-même de l'inventaire de l'héritage de Van den Eynde. En dressant l'inventaire, Giordano compte dix peintures exécutées par lui-même dans la collection de Van den Eynde. Parmi les peintures dont Giovanna hérite, il y a six peintures de Giordano,.

## Mariage
En février 1688, elle épouse Don Giuliano Colonna, de la maison Colonna, une des familles les plus puissantes d'Italie. De même, sa sœur Elisabeth épouse Don Carlo Carafa, de la maison Carafa, une famille italienne tout aussi puissante,. Grâce à leur mariage, elle devient une partie de la maison de Colonna, et la première princesse de Sonnino, tandis que son mari bénéficie d'une énorme dot, et acquiert le titre de marquis de Castelnuovo, ainsi que le opulent Palais Zevallos.

## Progéniture
Elle épouse Giuliano Colonna, 1er prince de Sonnino,. Ils ont la descendance suivante :
- Ferdinando Colonna, 2e prince de Sonnino, 3e marquis de Castelnuovo[14]
- Girolamo Colonna, chevalier de Malte[14]
- Gennaro Colonna, chevalier de Malte[15]
- Filippo Colonna[14]
- Cleria
- Virginie
- Lorenzo